# الظاهرية (إدلب)
الظاهرية قرية سورية تتبع ناحية مركز أريحا في منطقة أريحا في محافظة إدلب. بلغ عدد سكانها 296 نسمة في عام 2004 حسب إحصاء المكتب المركزي للإحصاء.